# Ensign (Alberta)
Ensign est un hameau (hamlet) du Comté de Vulcan, situé dans la province canadienne d'Alberta.